# Fiat 16-20 HP
La Fiat 16-20 HP est un véhicule de tourisme présenté par le constructeur automobile italien F.I.A.T. en 1903. (NDR : À cette époque, le nom de la marque Fiat, étant un acronyme, devait s'écrire en majuscules avec un point entre chaque lettre).  Elle sera fabriquée à 691 exemplaires dans l'usine Fiat de Corso Dante, à Turin, de 1903 à 1906.

## Versions
Ce modèle haut de gamme, réputé et recherché, a connu un beau succès commercial. Il a été produit en 4 séries : 
- 1re série en 1903 : empattement de 2 120 mm et un moteur 4 cylindres bi-bloc de 4 179 cm3, supercarré (110 mm × 110 mm) développant 20 ch – production : 100 exemplaires ;
- 2e série en 1904, dénommée Fiat 16-24 HP, empattement porté à 2 585 mm, même moteur de 4 179 cm3 dont la puissance a été portée à 24 ch – production : 130 exemplaires ;
- 3e série en 1905, renommée de nouveau 16-20 HP, empattement porté à 2 853 mm – production : 171 exemplaires ;
- 4e série en 1906, nouveau moteur de 4 503 cm3 (105 mm × 130 mm) – production : 290 exemplaires.

C'est la Fiat 18-24 HP qui lui succédera en 1906.

## Galerie

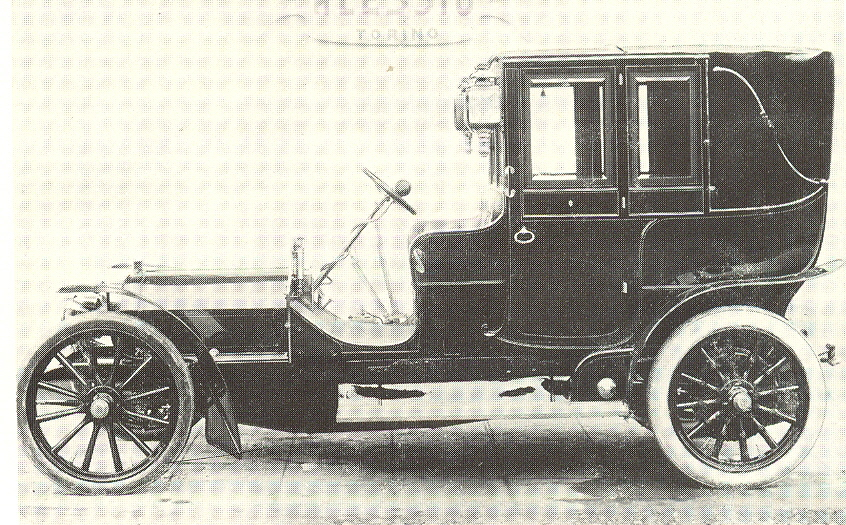
Fiat 16-20 HP Coupé-Sedan
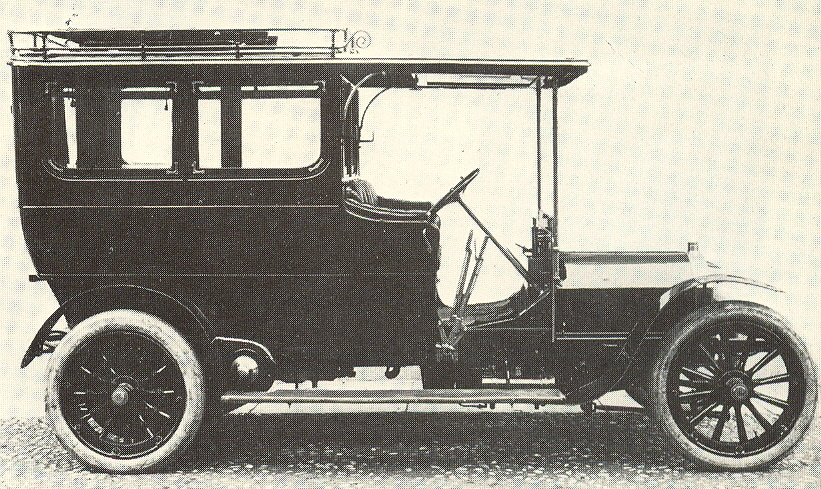
Fiat 16-24 HP Limousine